# Alfred Nobel Open University
Az Alfred Nobel Open University (rövidítve: ANOU) magánfenntartású felsőoktatási intézmény. Székhelye az Egyesült Államokban, vezérképviselete Magyarországon található. Tagintézményei Magyarországon kívül az Egyesült Királyságban, Svájcban és Hongkongban vannak.

## Története
Az ANOU elődje, az Alfred Nobel Open University Higher Education Consortium 2015 decemberében alakult öt főiskola konzorciumi megállapodása alapján. Az ANOU létrehozója a magyar felsőoktatásban már több éve tevékenykedő Central European Institution of English and American Studies (CEAS). 
További részletek a CEAS honlapján: https://web.archive.org/web/20170804071842/http://www.ceasinst.co.uk/
2016 szeptemberében az ANOU az Amerikai Egyesült Államokban (Florida) bejegyzésre került N16000009375 regisztrációs számon.
Az Alfred Nobel Open University USA székhelye: 677 N. Washington blvd 57 Sarasota, FL 34236 USA
Az intézmény névadója Alfred Nobel.

## Felépítése
Jelenleg az Alfred Nobel Open University négy felsőoktatási intézményre tagozódik:
| # | Intézmény                                     | Cím                                           | Weboldal |
| - | --------------------------------------------- | --------------------------------------------- | -------- |
| 1 | CEAS Angol Főiskola                           | Budapest, Pósa Lajos utca 3                   | CEAS     |
| 2 | CEAS Business Private School                  | London, Egyesült Királyság                    | CEAS UK  |
| 3 | Alfred Nobel Open Business School Switzerland | Löwenstrasse 20, 8001 Zürich, Svájc           | ANOBS-S  |
| 4 | Alfred Nobel Business School                  | 75 Mody Road, Tsimshatsui, Kowloon, Hong Kong | ANOBS    |

### Az ANOU szervezete
Az ANOU fő döntéshozó testülete a Partnership Board (Szenátus), melyet a csatlakozó főiskolák rektorai alkotnak. A Partnership Board-ot a Chairman of the Board (CoB) vezeti.
A CoB-t munkájában két testület segíti:
- a Quality Management Department (Minőségbiztosítási Tanács)
- a Curriculum Development Department (Tantervfejlesztési Tanács)

Az ANOU működésében részt vesz a külső szakértőkből álló Academic Council (Tudományos Tanács).
Az ANOU fenntartójának képviselője a President.

### Minősítések, diplomakiadó testületek
World Certification Institute
A  WCI honlapja
University of Bedfordshire
University Square, Luton, Bedfordshire, United Kingdom LU1 3JU
Az University of Bedfordshire honlapja
ATHE
Awards for Trainings and Higher Education
Az ATHE honlapja
CTH
Confederation of Tourism and Hospitality
A CTH honlapja
ABE
Association of Business Executives
Az ABE honlapja
LCCI
London Chamber Of Commerce And Industry
Az LCCI honlapja Archiválva 2020. április 29-i dátummal a Wayback Machine-ben

## Képzések
Az ANOU keretén belül három tudományterületen (gazdaságtudomány, bölcsészettudomány, informatika) folyik képzés

### Gazdaságtudományok/ Business and Economy Sciences
Alapképzés:
- Business and Economy (BA)
- Hospitality Management (BA)
- Human Resources Development (BA)
- Health Management (BSc)

Mesterképzés:
- Master of Business Management (MSc/MBM)
- Hospitality Management (MSc)
- Health Management (MSc)

Posztgraduális képzés:
- Doctor of Business Management (DBM)
- Doctor of Business Administration (DBA)

### Bölcsészettudományok
Alapképzés:
- International Relations and Diplomatic Studies (BA)

Mesterképzés:
- International Relations and Diplomatic Studies (MA)

### Informatika
Alapképzés:
- Business Information Technologist (BSc)

Mesterképzés:
- Master of Media Informatics (MSc)

Posztgraduális képzés:
- Doctor of Media Informatics